# Radio-Electronics
 Radio-Electronics  va ser una revista d'electrònica nord-americana que va ser publicada sota diversos títols des de 1929 fins al 2003. Va començar amb Hugo Gernsback com  Ràdio-Craft  el juliol de 1929. El títol va ser canviat a  Radio-Electronics  a l'octubre de 1948 i va canviar novament a  Electronics Now  el juliol de 1992. El gener del 2000 es va fusionar amb la revista Popular Electronics de l'editorial Gernsback. Aquesta va cessar les operacions el desembre de 2002 i l'edició de gener de 2003 va ser l'última. Amb els anys, Ràdio-Electronics va presentar articles d'àudio, ràdio, televisió i tecnologia informàtica. Els articles més notables van ser TV Typewriter (setembre de 1973) i l'ordinador Mark-8 (juliol de 1974). Aquestes dos temes són considerats unes grans fites de la revolució de l'ordinador casolà.